# Jared
Jared – imię męskie pochodzenia biblijnego, po polsku Jered.

## Osoby noszace imię Jared
- Jared Diamond – biolog
- Jared Padalecki – aktor
- Jared Fogle – rzecznik restauracji Subway, bohater odcinka South Park „Jared Has Aides”
- Jared Martin – amerykański aktor
- Jared Leto – amerykański aktor, wokalista i gitarzysta zespołu 30 Seconds To Mars